# Teose
A teose (também escrito: theiosis, theopoiesis, theōsis; grego: Θέωσις, divinização; deificação; criação divina), na teologia cristã, particularmente na teologia da igreja ortodoxa, é o processo de transformação de um crente que está pondo em prática (chamada práxis) os ensinos espirituais de Jesus Cristo e seu Evangelho. Em particular, teose refere-se à realização de semelhança a ou união com Deus, que é o estágio final do processo de transformação e, como tal, o objetivo da vida espiritual. Teose é o terceiro de três estágios; o primeiro é a purificação (catarse) e o segundo iluminação (theoria). Por meio da purificação uma pessoa alcança a iluminação e então a santidade. Santidade é a participação da pessoa na vida de Deus. Conforme esta doutrina, a santa vida de Deus dada em Jesus Cristo ao crente através do Espírito Santo, é expressada através de três estágios de teose, começando nas lutas da vida, que aumenta na experiência do crente através do conhecimento de Deus, e é posteriormente consumada na ressurreição do crente, quando o poder do pecado e da morte, tenha sido completamente vencido pela expiação de Jesus, perderá o domínio sobre o crente para sempre. Essa concepção de salvação é historicamente fundamental para a compreensão cristã, tanto no Oriente como no Ocidente.